# Copris siangensis
Copris siangensis là một loài bọ cánh cứng trong họ Bọ hung (Scarabaeidae).